# مالی بلوم
مالی بلوم (انگلیسی: Molly Bloom؛ زادهٔ ۲۱ آوریل ۱۹۷۸) یک سرگرمی‌ساز و نویسنده اهل ایالات متحده آمریکا است.
او یک ورزشکار حرفه‌ای اسکی بود که قرار بود در بازی‌های المپیک زمستانی حضور یابد که به‌دلیل آسیب‌دیدگی از انجام آن بازماند.
وی در سال ۲۰۱۳ میلادی به‌سبب ادارهٔ یک بازی پرمخاطره و غیرقانونی پوکر در لس آنجلس که توسط گانگسترهای روسی ایجاد شده بود و شرط‌بندی‌های سنگینی را برای ثروتمندان، چهره‌های ورزشی و ستاره‌های هالیوود ترتیب می‌داد، دستگیر شد و در سال ۲۰۱۴ به پرداخت ۲۰۰٬۰۰۰ دلار جریمهٔ نقدی، ۲۰۰ ساعت، خدمت عمومی و یکسال تعلیق مراقبتی محکوم شد.